# Arc (arme)
Pour les articles homonymes, voir Arc.

L'arc est une arme de trait destinée à lancer des flèches. Il est constitué principalement d'une pièce courbe flexible qui emmagasine et restitue l'énergie comme un ressort, et d'une corde qui permet l'armement de l'arc (tension du « ressort »), puis la transmission de l'impulsion à la flèche lors de la détente. L'entraînement à l'usage de cette arme, à un niveau amateur ou professionnel, est appelé le tir à l'arc ou, anciennement, l'archerie. Un homme qui tire à l'arc est un archer, une femme est une archère. Le mot « archer » désignait autrefois un combattant dont l'arc était l'arme principale (il se déplaçait le plus souvent à pied, mais parfois aussi à cheval ou transporté sur un char à chevaux). L'arc a été massivement utilisé comme arme de guerre dès la Préhistoire et a conservé une grande importance en tant qu'équipement militaire jusqu'à l'époque moderne, où il est surpassé par les armes à feu. Pendant le Moyen Âge européen, la célèbre bataille de Crécy (26 août 1346) illustra l'importance du rôle des archers gallois (ou yeomen) équipés de longbow. Durant toute sa période d'utilisation, l'arc est aussi largement utilisé pour la chasse. De nos jours, le mot d'archer ou d'archère désigne des personnes pratiquant le tir à l'arc dans un but sportif et non plus militaire. Devenu ainsi un équipement de sport, l'arc reste utilisé, plus rarement, pour la chasse.
Selon les époques et les cultures, il a existé une grande variété de types d'arcs de formes, de tailles et de matériaux variés. Outre l'arme elle-même, plusieurs accessoires ont pu être utilisés pour en faciliter l'usage, le plus répandu étant le carquois, étui utilisé pour entreposer les flèches. Les techniques de tir ont également beaucoup varié. Enfin, à l'image de son importance dans la réalité historique, l'arc, le tir à l'arc et les archers sont des thèmes récurrents dans les mythes, les légendes et les fictions de tous les continents, jusqu'à nos jours.

## Histoire

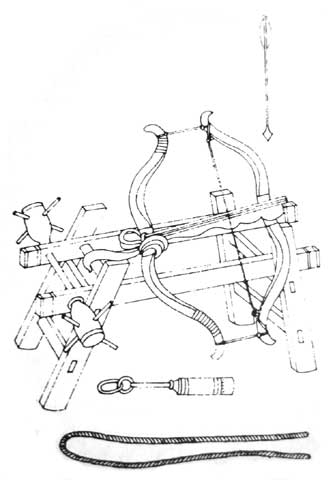
Utilisation originale utilisant le principe de deux arcs opposés pour constituer une sorte de baliste (« Arcuballista »), Chine, XVe siècle.

Il est difficile de dater l'apparition de l'arc ou de la flèche, car leur bois et leur corde se décomposent assez vite. La plus ancienne flèche trouvée date de 10800 av. J.-C. (Stellmoor, Allemagne du Nord). Néanmoins, la petite taille de certaines pointes découvertes à Gravette fait penser que l'arc existe depuis au moins 20 000 ans, et certains microlithes d'Afrique du Sud (datés de 59 000 ans AP), de la grotte de Fa Hien au Sri Lanka (datés de 48 000 ans AP), de Tunisie (datés de 50 000 ans AP) et de la grotte Mandrin en France (datés de 50 000 ans AP)
font penser à des flèches.
Le plus ancien arc connu en Europe date de 12000 av. J.-C.. Il succède au propulseur, qui remonte à 35000 av. J.-C. et se termine en 15000 av. J.-C..
De nombreux types d'arcs ont été employés, tant pour la guerre que pour la chasse, les arcs les plus courts étant plus particulièrement destinés aux archers à cheval :
- type européen : arc dit « bourguignon » ou arc français, assez précis, dont les branches sont légèrement recourbées au niveau des poupées ; le « grand arc anglais » ou « longbow », aussi grand que son archer, taillé en forme de D, de plus grande portée. Tous deux sont décrits sur la tapisserie de Bayeux et dans les traités de vénerie ;

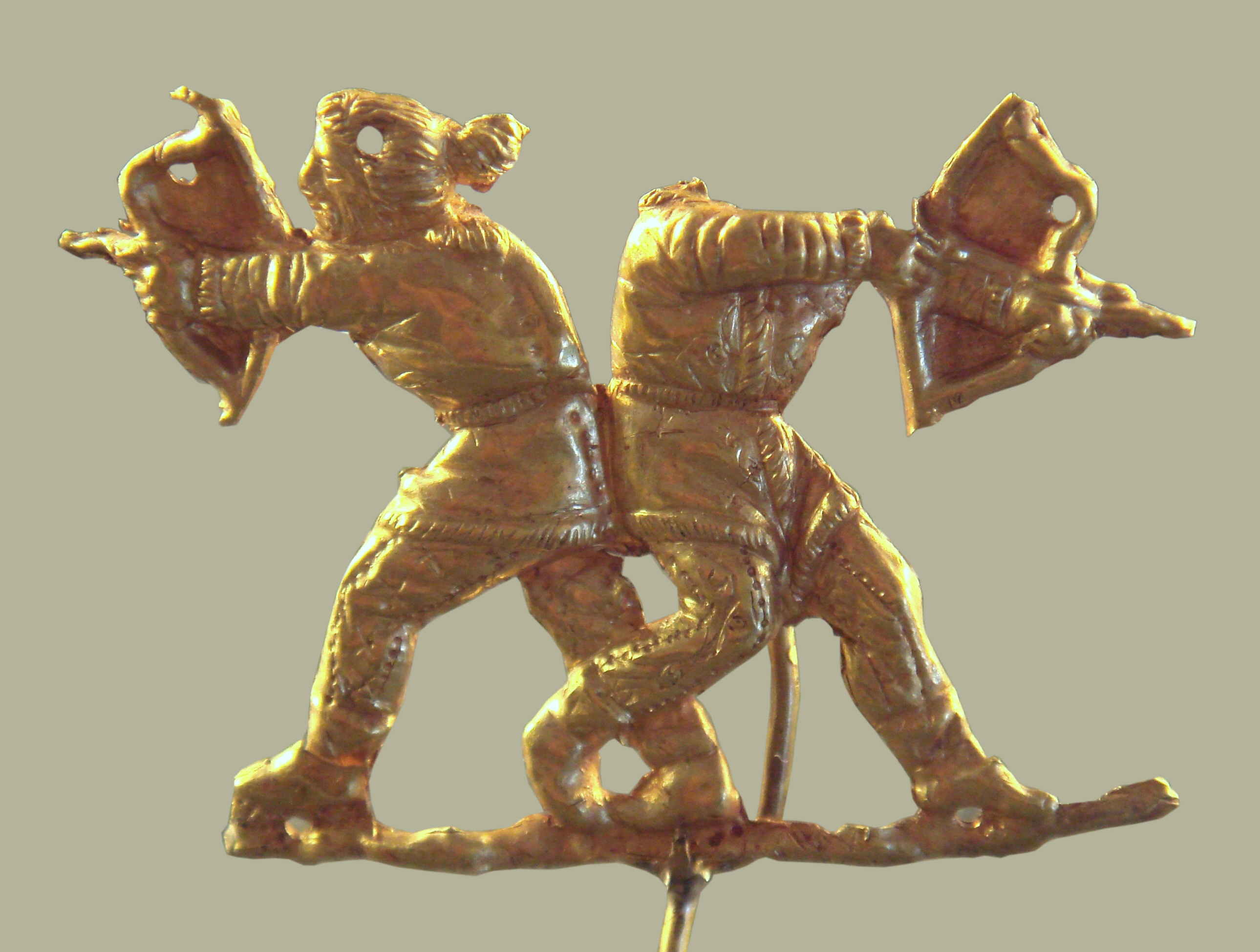
Arc asiatique sur une orfèvrerie scythe du IVe siècle.

- type asiatique (arcs parthes, scythes, mongols, turcs, etc.) : arcs traditionnels de chasse ou de guerre, reconnaissables à la forte courbure de leurs branches et à leur petite taille. Ce sont des arcs composites constitués de corne, de bois et de tendons ;
- type américain : arcs reconnaissables à leur structure en arc droit (anglais : flatbow) ;
- type africain : l'arc en Afrique subsaharienne est généralement constitué d'une seule pièce de bois, de section ronde, mais aplatie aux extrémités, de longueur moyenne (entre 1 m et 1,70 m). Il se distingue par des méthodes spécifiques d'attachement de la corde. La corde est généralement faite d'un tendon d'animal à l'Est et au Sud, mais elle est plutôt constituée de peau ou de végétaux à l'Ouest et en Afrique centrale[7].

Certaines civilisations utilisaient des dispositifs dits de réduction d'allonge permettant d'utiliser des flèches plus courtes et donc plus légères avec une portée supérieure : c'est le cas des archers ottomans, qui se servirent du siper à partir du XVIIe siècle.
L'arc a été modifié avec une puissance développée, pour donner par exemple l'arbalète ou les balistes, puis des arcs surpuissants grâce à l'utilisation de poulies à axe décentré.

### Anathème
L'arc et l'arbalète étaient des armes si redoutables par leur force et si dangereuses par la facilité à s'en servir que le deuxième concile du Latran, tenu en 1139, les anathématisa dans le cas des guerres entre chrétiens[réf. nécessaire].

## Types d'arcs
On peut différencier les arcs d'après leur forme, mais aussi d'après leur apparition historique ou géographique. On les tire en droitier ou en gaucher, c'est-à-dire en tenant l'arc de la main gauche (droitier) ou de la main droite (gaucher), suivant que l'œil directeur est celui de droite ou de gauche.
Actuellement, les arcs les plus courants sont :
- l'arc long ou longbow ;
- l'arc classique ou recurve (type retenu pour les Jeux olympiques) ;
- l'arc à poulies ou arc compound. Son avantage est de réduire l'effort de maintien de l'arc bandé let-off, sans pour autant diminuer la puissance de l'arme, tout en optimisant l'accélération de la flèche ;
- l'arc traditionnel (recourbé) coréen et mongol : l'arc composite ;
- l'arc traditionnel japonais : le yumi.

La « puissance » d'un arc (en réalité la force nécessaire pour le maintenir armé pour un arc classique ou la force maximale nécessaire pour l'armer pour un arc à poulies) est indiquée sur la branche du bas en livres-force. Plus précisément, il s'agit d'une force nominale, qui correspond à la réaction de l'arc pour un armement à une allonge de 28 pouces (71,12 cm). Si l'allonge de l'archer est plus petite, la force de réaction sera plus petite (comme un ressort mais non linéaire). Par exemple, un arc de 35 livres n'aura qu'une réaction réelle de 24 livres si l'archer a une allonge de 22 pouces (ces chiffres varient d'un type de branches à l'autre).
L'énergie transmise à la flèche est le produit de la force exercée par la distance parcourue pendant qu'elle est appliquée (encore l'allonge de l'archer, à laquelle il faut retrancher le band de l'arc, soit la distance séparant la corde de la poignée au repos, la flèche parcourant cette distance après avoir quitté la corde. La force de réaction de l'arc varie avec la distance parcourue par la flèche, globalement en diminuant, au cours du départ de celle-ci). La force exercée est elle-même un peu moindre que celle qui a été nécessaire pour armer l'arme, du fait des pertes de rendement (une partie de l'énergie sera absorbée par l'arc et le tireur, sous forme de vibrations et mouvements parasites).

### Longbow

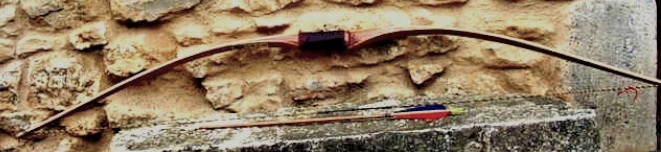
Longbow avec flèche en bois.

Le longbow anglais, dit le Grand Arc en français, est en fait d'origine galloise. Sa forme est droite et il mesurait plus de 2 mètres au Moyen Âge lorsqu'il était destiné à un homme de taille moyenne (environ 1,65 m).
Sa forme transversale en D est caractéristique. La partie plate se positionne côté cible (c'est le dos de l'arc), la partie arrondie face au tireur (c'est le ventre de l'arc).
Comme la quasi-totalité des arcs avant 1950, il ne possède pas de repose-flèche. On pose la flèche sur la main, d'où l'obligation de ne tirer que des flèches « ligaturées » (on enroule un fil autour du fût et de la base des plumes afin que leurs pennes ne risquent pas de pénétrer sous la peau lors du tir).
La notoriété du longbow vient du fait qu'il est directement responsable des victoires anglaises pendant la guerre de Cent Ans.
En effet, les rois anglais engageaient les archers de façon massive (5 000 à Azincourt, 12 000 à Crécy) tandis que les rois français préféraient engager un plus petit nombre d'arbalétriers mercenaires étrangers (500 à Azincourt). Or un bon arbalétrier tire difficilement plus de 4 carreaux en une minute alors qu'un bon archer tire 12 à 15 flèches. À Azincourt, 2 000 carreaux à la minute ne purent rivaliser avec 75 000 flèches à la minute.
Par contre, l'arbalète est plus appropriée pour la défense des châteaux : elle utilise moins d'espace, le tireur est à l'abri des flèches ennemies et peut prendre le temps de viser et la petite taille des carreaux permet d'en stocker deux fois plus que de flèches dans un château. Le longbow est plutôt une arme offensive, l'arbalète plutôt une arme défensive.
Avec un longbow puissant (plus de 100 livres), la portée maximum avoisine 260 mètres, à 200 mètres une flèche peut pénétrer une cotte de mailles, à 100 mètres une armure.
Les meilleurs longbows sont en if (Taxus baccata).
La propriété de cet arbre est d'avoir un cœur qui accepte la compression (donc on le positionne au ventre de l'arc), et un aubier qui accepte l'extension (donc on en laisse une partie au dos de l'arc). Ainsi, l'arc est plus souple, casse moins et autorise une plus grande allonge, donc une plus grande puissance et une plus grande portée.
Comme tous les arcs en bois épais, il nécessite un rodage progressif avant de pouvoir supporter une grande allonge. On doit le cirer régulièrement pour le protéger du soleil, de la pluie et des insectes xylophages (aujourd'hui, on le vernit).
La quantité d'if disponible en Angleterre devenant vite insuffisante pendant la guerre de Cent Ans, on le réservait en priorité aux nobles anglais (certains appréciaient l'arc pour la chasse et les loisirs) et on en importait d'Espagne et d'Italie. Les hommes plus ordinaires utilisaient plutôt des longbows en orme (meilleur second choix de bois) et les archers de guerre se contentaient souvent de frêne. Aujourd'hui, les longbows peuvent être faits en composite tel que le carbone.

### Arc classique ourecurve(à double courbure)

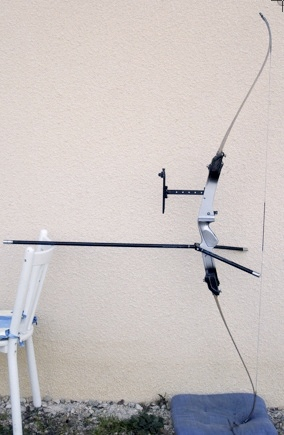
Arc classique ou recurve avec viseur et stabilisateur.

L'arc à double courbure est parfois appelé par le terme anglais recurve signifiant « recourbé ». En français, on l'appelle aussi arc classique, probablement parce que c'est le modèle le plus utilisé actuellement, bien qu'il n'existe que depuis les années 1950 dans sa forme actuelle. Il reprend la courbure de l'arc composite.
L'arc classique, utilisé aux Jeux olympiques, comporte des éléments améliorant la stabilité et la précision du tir : repose-flèche mobile, berger-button, clicker, viseur et cannes de stabilisation.
Le même arc sans viseur, clicker et stabilisation est appelé barebow (arc nu).
L'arc de chasse, souvent équipé d'une poignée en bois, n'a aucun accessoire : la flèche repose sur un tapis collé sur la poignée. Il existe des modèles non-démontables (monobloc) et des modèles démontables.

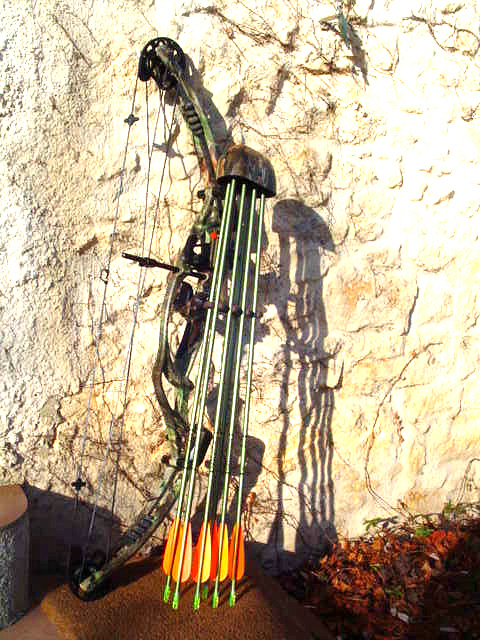
Compound équipé pour la chasse.

### Arc à poulies oucompound
Le compound a été développé aux États-Unis pour la chasse au gros gibier. Le premier brevet fut déposé en 1969 par Holless Wilbur Allen. Les compounds sont en aluminium ou en matériaux composites. Au bout de chaque branche se trouve une poulie où passent des câbles. L'avantage consiste dans le fait que, environ à la moitié de l'armement, la force nécessaire diminue de 40 % à 60 %, voire plus, ce qui permet à l'archer de tenir longtemps à plein armement sans fatigue, tandis qu'un arc traditionnel, une fois bandé, doit être lâché rapidement, sinon le bras de l'archer fatigue, tremble et la précision du tir diminue. La corde accélère la flèche après le lâcher, ce qui lui donne plus de force. La vitesse au lâcher peut atteindre 90 m/s. Le vol a très peu de parabole, ce qui accroît la précision du tir.

### Yumi
Au Japon, l'arc yumi long est nommé Daikyū et l'arc court hankyū.
Le Kyūdō, « voie de l'arc », désigne l'art martial consacré à l'arc.

## Les accessoires de l'arc

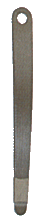
Cliqueur.

### La corde
La corde relie les deux extrémités de chaque branche de l'arc. Elle est un composant de l'arc. De nos jours, la corde est constituée de fibres synthétiques qui sont : 
- soit du polyester sous la dénomination de Dacron, une fibre qui a tendance à s'allonger ;
- soit du polyamide plus connu sous le nom de Kevlar, une fibre ne s'allongeant presque pas mais très sensible à l'usure ;
- ou encore du polyéthylène haute performance connu sous le nom de Fast-Flight, une fibre quasiment inusable et très rapide.

La corde est toujours recouverte d'une protection de cire contre l'usure et pour augmenter sa vitesse dans l'air, notamment en lui évitant de se charger d'eau lorsqu'il pleut.

### Le repose-flèche
Le repose-flèche est un petit accessoire de plastique ou de métal fixé sur l'arc et sur lequel la flèche est posée. Lorsqu'elle part, la flèche glisse sur ce support. Certains modèles peuvent aussi s'abaisser pour éviter un contact prolongé qui pourrait entraîner des perturbations sur la trajectoire de la flèche (essentiellement montés sur les arcs à poulies).

### Le Berger-button
Le Berger-button (ainsi nommé en hommage à l'archer américain Victor Berger), ou bouton compensateur, bouton écarteur, plunger cushion, sert d'amortisseur à la flèche lorsqu'elle est propulsée. Il n'est utilisé que pour les arcs classiques, les arcs nu, dits barebow, les arcs à poulies, ou compound. La poussée exercée par la corde au moment du lâcher, combinée à l'inertie de la pointe de la flèche, provoque une flexion de la flèche. Puis la flèche part, en se tortillant et par conséquent en heurtant l'arc. Le bouton de Berger sert donc à amortir cette déformation de la flèche afin que lorsqu'elle quitte l'arc, son vol soit stabilisé.

### Le cliqueur
Le cliqueur sert à tirer chaque flèche avec la même allonge et donc avec à peu près la même puissance (selon la dynamique de la décoche et celle du bras d'arc). C'est une lame métallique fixée sur la joue de l'arc sous laquelle on glisse la flèche avant de la poser sur le repose-flèche et de la fixer sur la corde. Lorsque l'archer tire sur la corde, au moment où la flèche dépasse cette lame, la lame retombe sur l'arc ce qui provoque un petit clic (d'où son nom), indiquant à l'archer qu'il est à l'allonge désirée. Il peut alors décocher sa flèche. Comme la puissance de l'arc dépend principalement de sa tension, l'archer est ainsi plus sûr de tirer avec une puissance sensiblement constante. Ceci améliore la précision et est utilisé sur les arcs recurves.

### Le viseur
Le viseur est un dispositif se fixant sur l'arc qui permet de donner à l'arc, et par conséquent à la flèche, une direction voulue. Le viseur dispose d'un mécanisme de réglage micrométrique vertical et horizontal. Tout système électrique ou électronique y est proscrit. Dans certaines disciplines, les arcs à poulies ont le droit d'utiliser un viseur-loupe, appelé scope, afin de voir la cible avec plus de précision. On vise à l'aide de l'œilleton qui est fixé au bout du viseur.

### La visette
La visette est le deuxième point de visée que l'archer aligne avec son viseur. Il s'agit d'un petit tunnel qui est inséré dans la corde. Elle est interdite pour les arcs classiques.

### La stabilisation
Composée de tiges monotubes ou multitubes, en aluminium ou en carbone (pour la compétition), la stabilisation sert à équilibrer l'arc au moment du lâcher et à absorber les vibrations pour protéger le matériel et les articulations de l'archer, ainsi qu'à guider l'arc sur la dragonne après la décoche. Il y a la canne centrale (appelée central), fixée à l'avant dans le sens de tir, les cannes latérales (latéraux), plus courtes, fixées sur un V-Bar à la base de la canne centrale et qui sont de part et d'autre de l'arc, et des cannes courtes et autres poids que l'on peut mettre en haut ou en bas de la poignée. Pour améliorer l'absorption des vibrations, on peut placer une durite en caoutchouc entre les deux moitiés de la masse placée à l'extrémité du stabilisateur central.

### Les systèmes de décochage mécaniques
La corde est normalement tenue par trois doigts, ce qui (même avec une protection) est une source de désagrément pour le tireur et d'irrégularité dans le lâcher (le changement de position des doigts n'est pas instantané et varie au fur et à mesure des tirs). En interposant un dispositif mécanique, on peut obtenir un plus grand confort (une poignée est plus agréable qu'une corde) et un lâcher parfaitement régulier.
Il existe plusieurs types de décocheurs :
- Décocheurs à index, fixé autour du poignet par une sangle pour aider la traction de la corde. la main est détendue et l'index appuie sur la gâchette.
- Décocheurs à pouce, l'archer le tient avec généralement 3 doigts (des modèles 4 et 2 doigts existent) et libère la corde en appuyant sur la détente avec le pouce.
- Décocheurs back tension, tenu par l'archer dans la main, le déclenchement intervient en faisant pivoter le décocheur en fin de travail musculaire dorsal de l'archer et l'alignement des épaules du tireur.

Ils ne sont autorisés en compétition qu'avec les arcs à poulies (compounds).
Selon le type de tir pratiqué (cible, parcours, chasse ou niveau de l'archer) et le modèle, le décocheur peut être mis directement sur la corde (ou sur un Dloop fixé sur la corde) ou fixé à la corde par une cordelette fixé sur le décocheur.

## Le réglage de l'arc recurve

### Band
La première étape pour régler un arc recurve est de mesurer le band. Cette mesure est la distance entre le bouton de berger (ou burger butten) et la corde. On utilise généralement une règle T (l'accessoire fixé sur la corde sur l'image de référence).

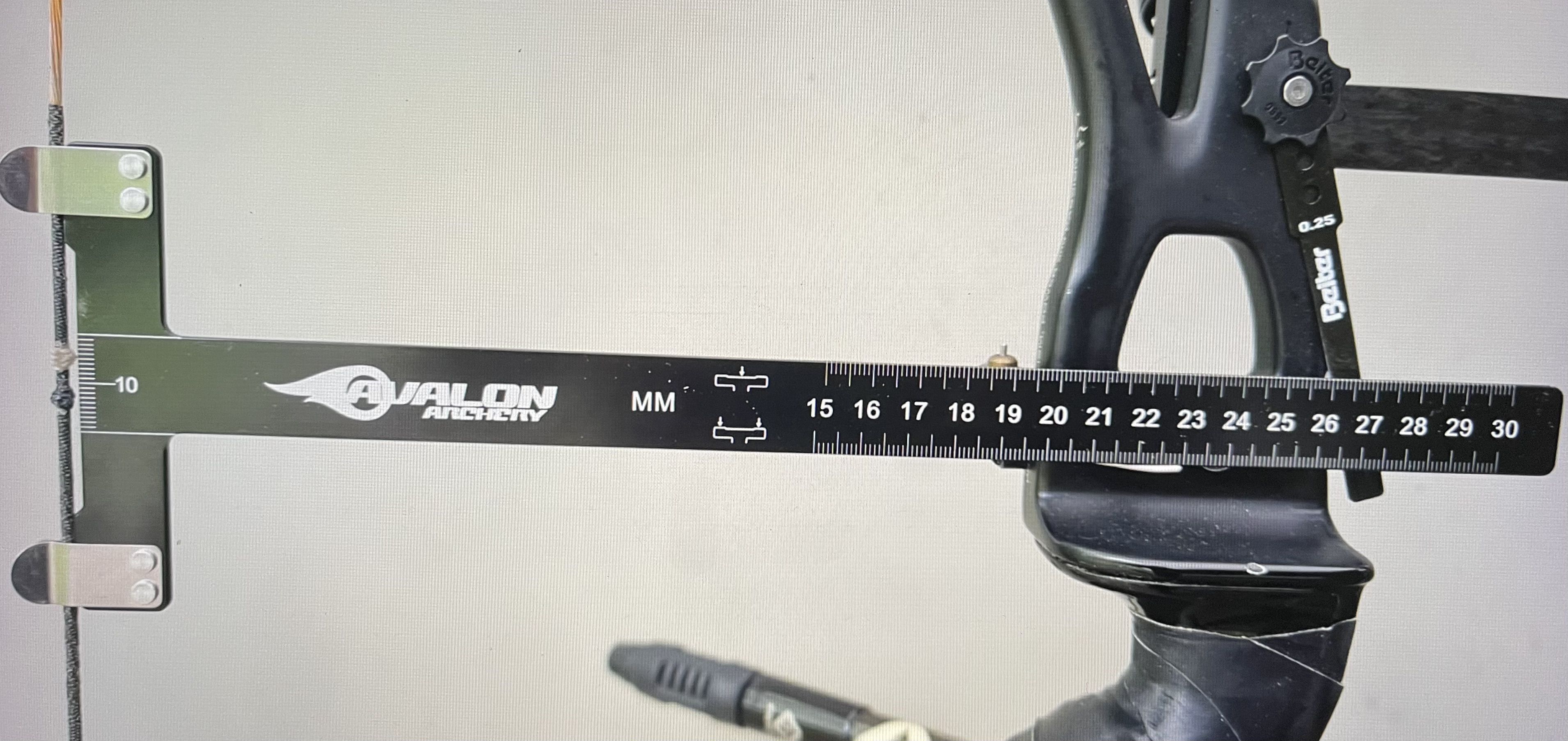
Mesure du band à l'aide de la règle T

La distance idéale dépend de la taille de l'arc. Généralement:
- Un arc de 64 pouces : doit avoir un band de 19-21 cm
- Un arc de 66 pouces : doit avoir un band de 20-23 cm
- Un arc de 68 pouces : doit avoir un band de 21-24 cm
- Un arc de 70 pouces : doit avoir un band de 22-25 cm

Pour modifier un band incorrect, il faut enlever la corde et la torsader plus ou moins, afin de réduire ou d'augmenter l'écart.
À cette même étape, on peut aussi vérifier, à l'aide du T, que la hauteur du point d'encoche est juste. Il doit se situer entre 12 et 15 mm au-dessus du repose-flèche.

### Tiller
Ensuite, on règle le tiller qui permet de synchroniser le retour des branches, afin de gagner en rendement et diminuer les vibrations. Le calcul du tiller correspond au tiller du haut (A) moins le tiller du bas (B), que l'on voit sur l'image de référence.
- Pour l'arc recurve : le tiller doit être de 2 mm à 6 mm
- Pour l'arc barebow : le tiller doit être de 0 à -3 mm

Pour modifier un tiller incorrect, il faut ajuster en serrant ou desserrant les branches.

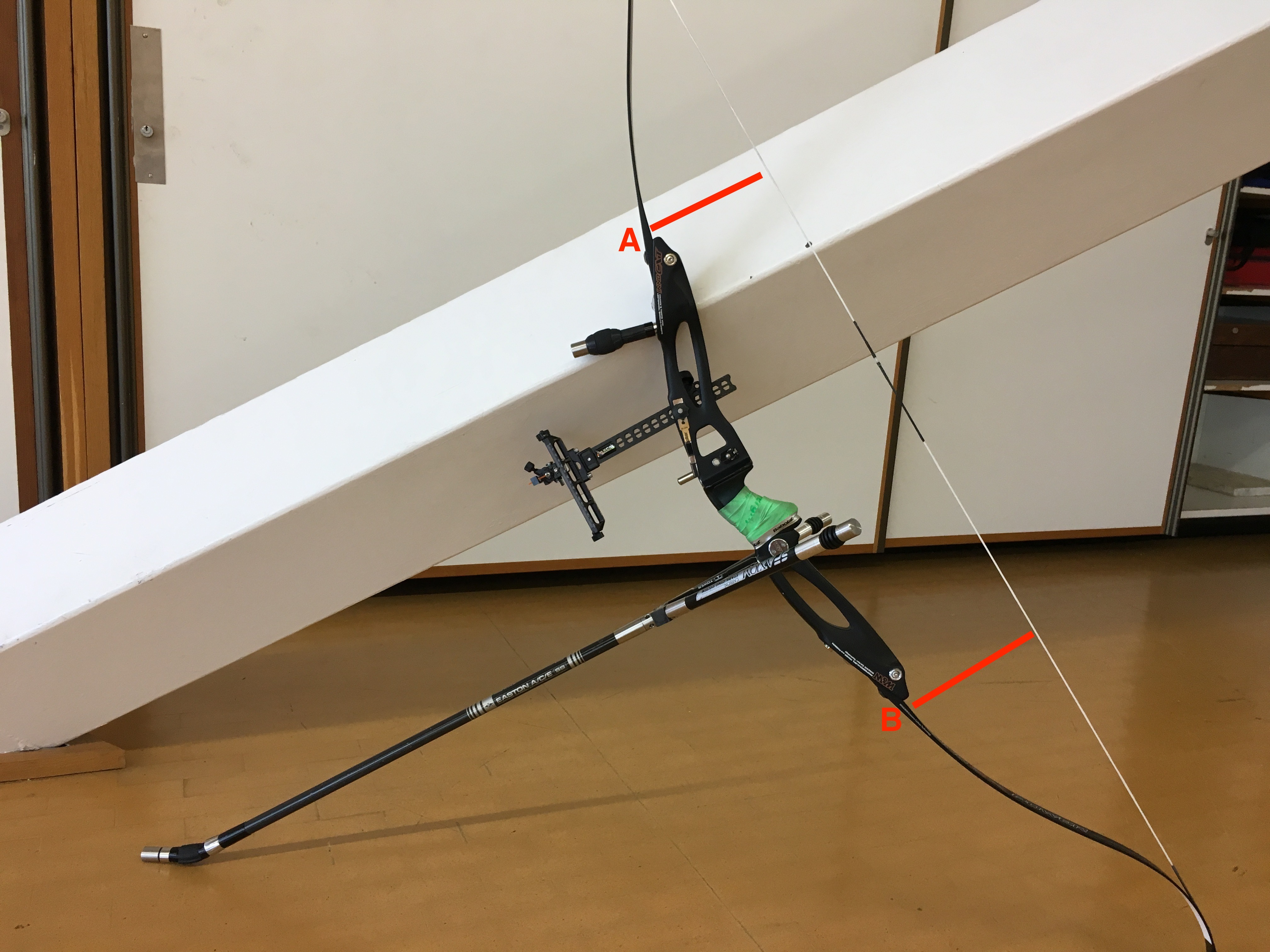
Calcul du tiller de l'arc : A - B

### Alignement de l'arc

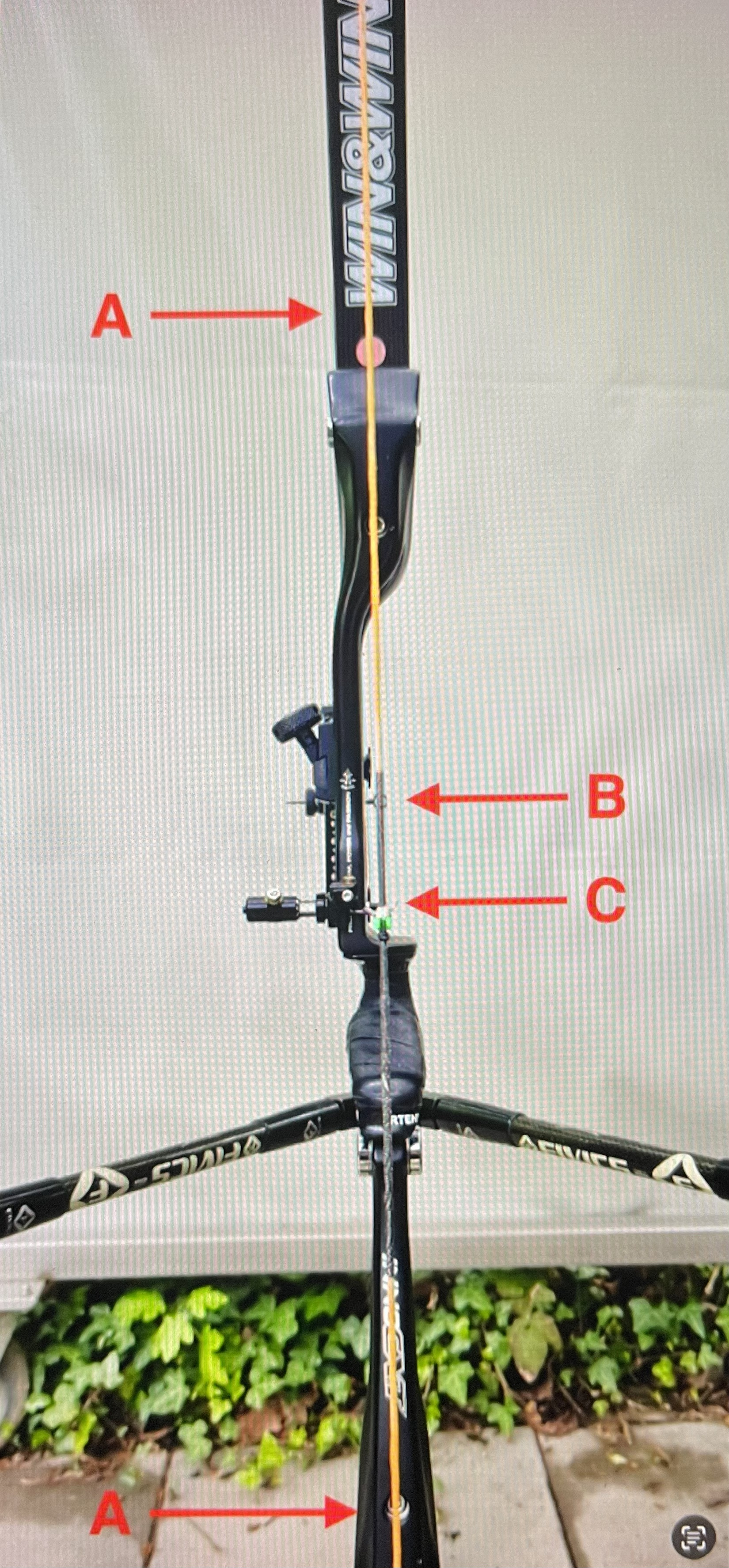
Alignement de l'arc

Alignement des branches: Les branches sont correctement alignées si la corde passe au milieu de la branche du haut et au milieu de la branche du bas (soit au milieu de l'arc, voir A). Si ce n'est pas le cas, il faudra ajuster les réglages latéraux des branches.

Alignement du viseur: Le viseur est correctement aligné lorsque la corde passe en son centre (voir B).

Bouton de berger: Le bouton de berger est correctement réglé si la corde est alignée au viseur et que la flèche suit le même axe (voir C). Le réglage du bouton de berger nécessite cette-fois de tirer, afin d'évaluer le groupement des flèches en cible et devra être serré ou desserré en fonction de la dureté (ou spin) des flèches.

## Les accessoires de l'archer

### La dragonne
La dragonne est une cordelette à deux anneaux fixés au pouce et à l'index ou cordelette faisant un tour de poignet (le puits) et passant entre le majeur et l'annulaire et fixée au puits par un mousqueton, la dragonne permet de retenir l'arc à la main de l'archer ; en effet, l'archer ne tient pas la poignée de l'arc mais la repousse, et l'arc est propulsé en avant par la force libérée par les branches lors de la décoche. Entraîné par cette force et le poids des stabilisateurs placés sur l'axe vertical de l'arc (central ou haut et bas), l'arc pivote autour de la dragonne, plus ou moins vite selon la dynamique de la décoche.

### Le carquois
Le carquois est un récipient de rangement pour les flèches. Il est souvent représenté sous forme cylindrique et attaché dans le dos de l'archer, mais cette position oblige l'archer à une contorsion périlleuse pour saisir les flèches. On préfère utiliser une sorte de poche aplatie fixée à la taille par une ceinture et dans laquelle les flèches sont alignées pointe au fond, et inclinée vers l'arrière de façon à ne pas interférer avec le tir ; le carquois comporte généralement une poche pour les accessoires (pointes, encoches, plumes, colle, résine, petits outils, etc.) ainsi qu'un anneau à l'arrière destiné à séparer les flèches abimées des autres.

### Le protège-bras
Le protège-bras est une protection de cuir ou de plastique, portée sur le bras d'arc (bras tenant l'arc), il protège l'avant-bras lorsque, à la décoche, la corde reprend sa position initiale (et même au-delà). Les archers apprennent très rapidement et à leurs dépens à pivoter le coude vers l'extérieur de façon à limiter cet effet de corde qui peut provoquer très rapidement des hématomes.

### La palette
La palette est un morceau de cuir ou de matière synthétique, protégeant les doigts qui tiennent la corde de l'arc. La palette est retenue à la main par un anneau autour du majeur. La palette comporte généralement une pièce allongée placée entre l'index et le majeur afin d'éviter que l'archer ne pince la flèche. De plus, la palette peut comporter une cale qui se place entre l'index et la mâchoire pour améliorer la répétabilité de la position de la main au visage.

### Le gant
Le gant est utilisé à la place d'une palette, généralement préféré par des chasseurs et en tir nature (field) (sans viseur).

### Le plastron
Le plastron est un vêtement couvrant la poitrine afin de la protéger contre le frottement de la corde lors de la décoche, mais aussi pour protéger la corde d'éventuels frottements contre les vêtements.

### L'anneau de pouce ou bague d'archer
L'anneau de pouce, aussi appelé la bague d'archer, est un accessoire de décoche qui sert à protéger les doigts des archers, utilisé dans le tir à l'arc traditionnel au Moyen-Orient et en Asie centrale (Turc, Coréen…).

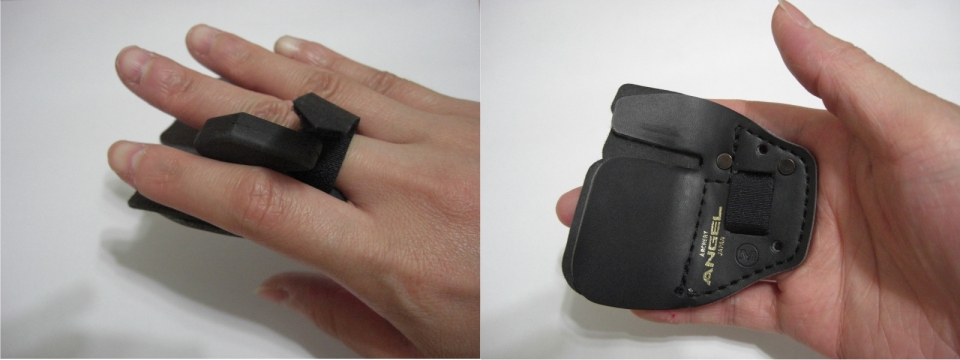
L'utilisation d'une palette.
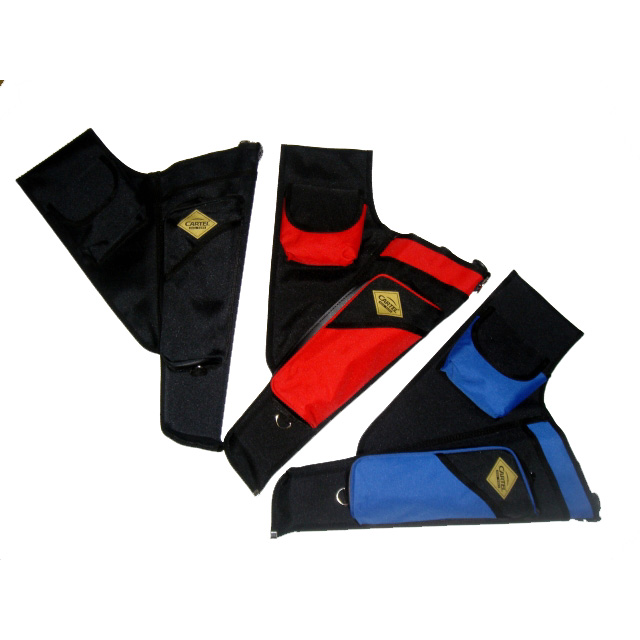
Des carquois modernes.
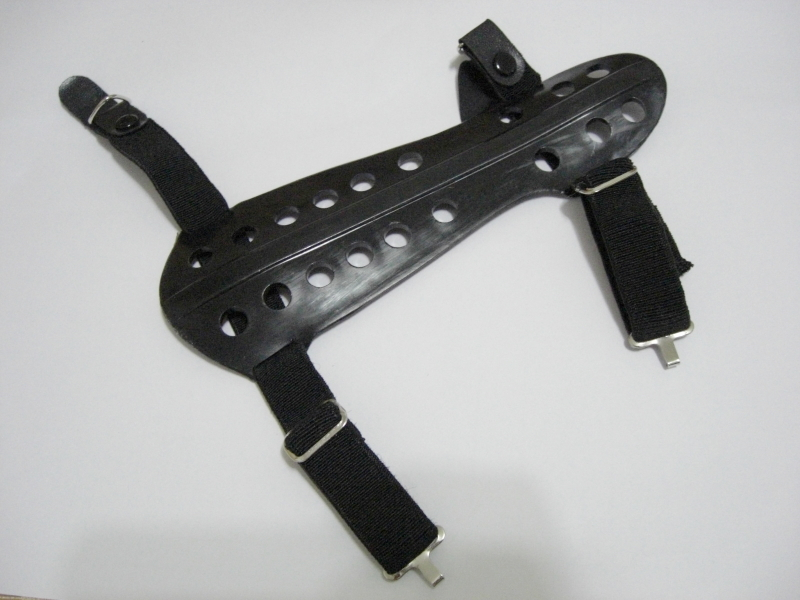
Un protège-bras.
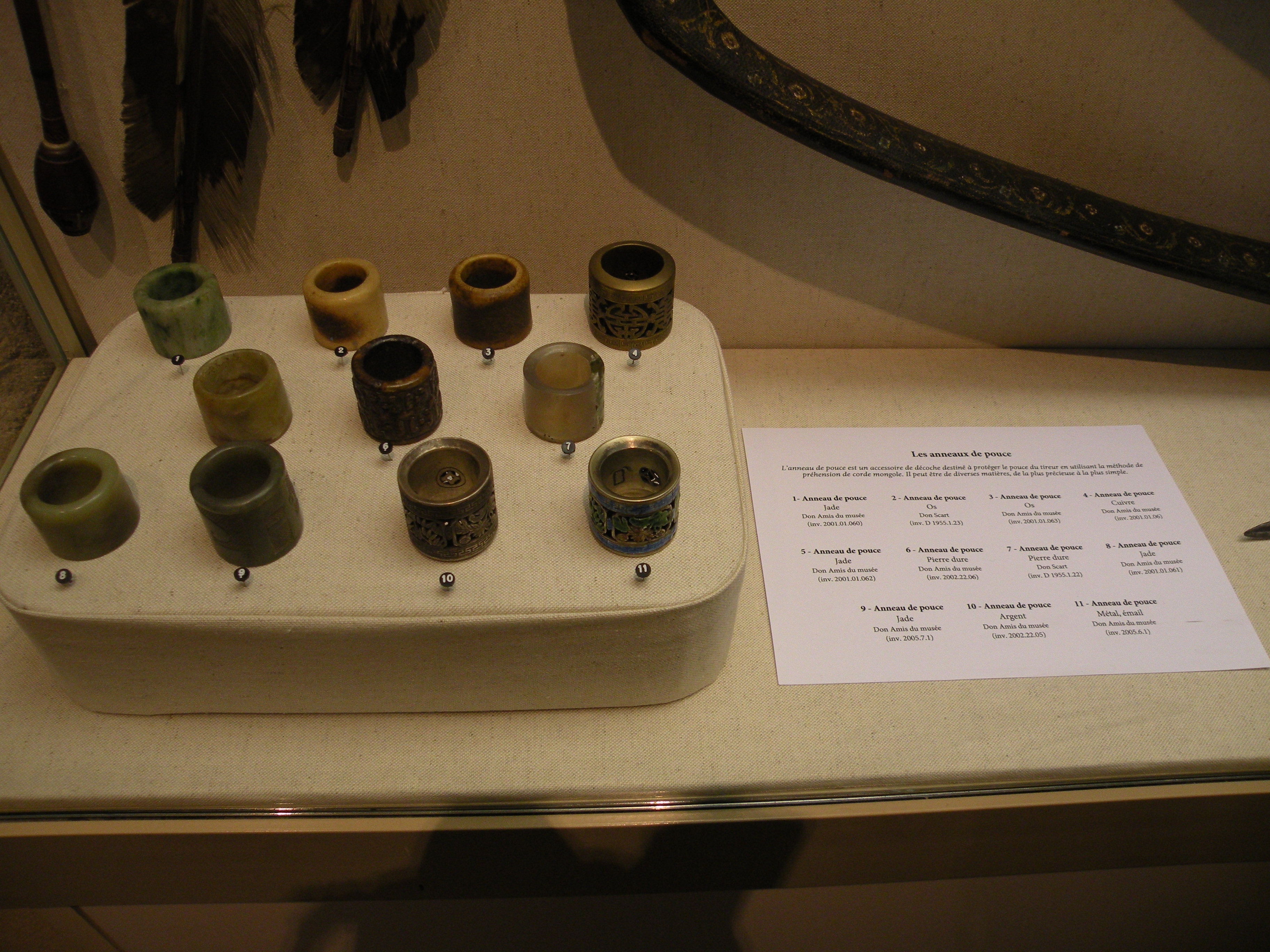
Anneau de pouce.

## Les techniques de tir

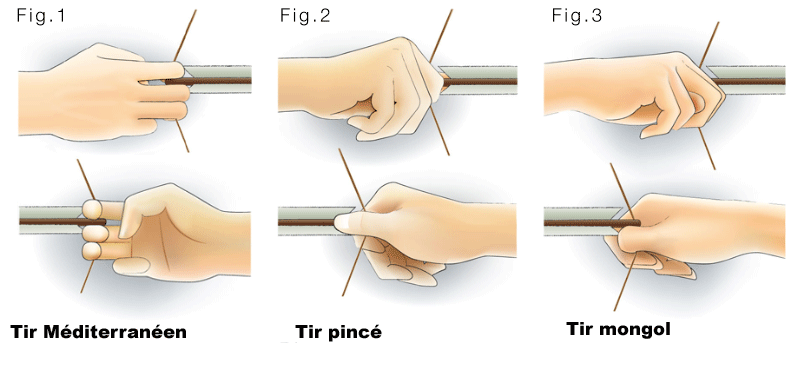
Différentes manières de tenir la corde ; figure 1 : tir méditerranéen utilisé en Europe.

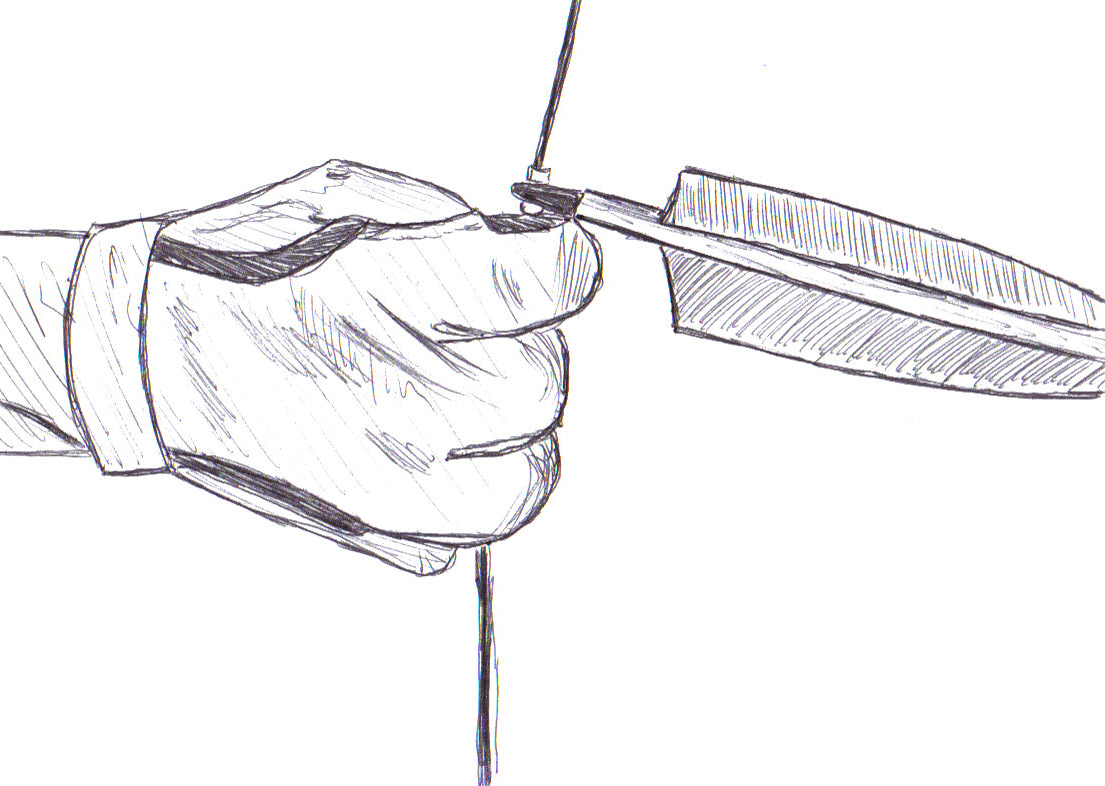
Le tir apache.

Il existe plusieurs manières de positionner les doigts sur la corde de l'arc.
- la prise méditerranéenne ou cigarette qui consiste à avoir l'index au-dessus de la flèche et deux doigts en dessous. C'est la position utilisée dans le tir avec viseur, et sans viseur avec un longbow.
- le tir apache, la corde est prise sous la flèche, l'encoche à hauteur de l'œil.
- le tir barebow (littéralement ce mot anglais signifie "arc nu"). Le terme est parfois utilisé en France pour désigner le tir sans viseur. Chez l'IFAA, il désigne une prise de corde "apache" où on ajuste la visée à des distances différentes en changeant la position de la main sur la corde (string walking) ou le point de la main sur le visage (face walking). Cette technique permet un tir d'une grande précision.

Dans le cadre du tir de chasse, on peut pratiquer le tir instinctif, c'est-à-dire sans viseur, utilisable quel que soit le type d'arc (recurve, longbow, arc à mécanismes).
Avec les arcs compound, on s'aide d'un viseur et d'un décocheur. Le viseur est constitué de un ou plusieurs "pins" qui permettent de tirer à différentes distances. Le décocheur s'accroche, soit à la corde d'arc, soit sur un loop - petite cordelette que l'on fixe sur la corde. Le décocheur permet d'avoir une décoche beaucoup plus régulière et souple, il évite les aléas d'une décoche manuelle.

## L'arc dans les œuvres de fiction

### Mythes antiques

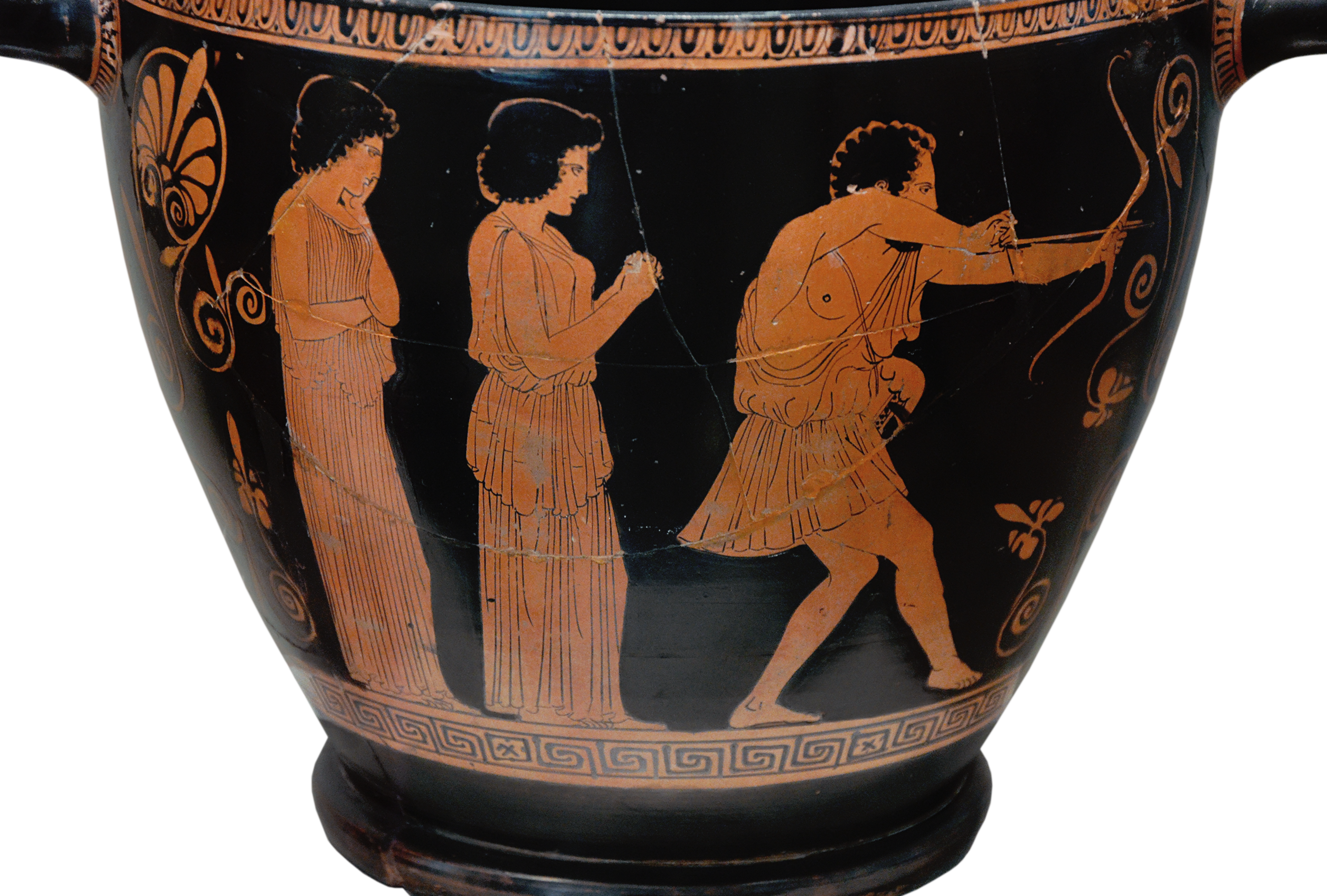
Le héros grec Ulysse massacre de ses flèches les prétendants de Pénélope. Skyphos attique à figures rouges attribué au Peintre de Pénélope, vers 440 av. J.-C. Altes Museum de Berlin.

Dans la mythologie grecque, l'arc possède un statut ambigu. L'Iliade donne une image généralement défavorable du recours à cette arme dans un conflit, synonyme de lâcheté, comme en témoignent les personnages de Thersite et de Pandare, mais d'autres sont considérés comme respectables, tel Teucros fils de Télamon. Dans une autre épopée du cycle troyen, le héros troyen Pâris tue le héros achéen Achille d'une flèche, avec l'aide du dieu Apollon. L'Odyssée met en scène le héros Ulysse, qui est un archer hors pair et donne une meilleure image de cette arme. Plusieurs grandes figures de la mythologie grecque emploient l'arc, en particulier Héraclès (contre les oiseaux du lac Stymphale notamment) et Philoctète ainsi que le chasseur géant Orion. Plusieurs peuples mythologiques ou semi-légendaires antiques avaient la réputation d'être d'excellents archers, en particulier les Amazones qui passaient pour se couper un sein afin d'être plus libres de leurs mouvements, ainsi que les Scythes qui pratiquaient le tir à l'arc équestre.
Plusieurs arcs de héros mythologiques grecs acquièrent une réputation hors du commun. L'arc et les flèches d'Héraclès, outre qu'ils sont maniés par un grand héros, se distinguent de plusieurs manières. D'abord, Héraclès a trempé ses flèches dans le venin de l'hydre de Lerne après l'avoir vaincue, et ce venin est incurable, ce qui rend ses flèches mortelles. Le héros cause ainsi involontairement la mort du centaure Chiron. Ensuite, après la mort d'Héraclès, c'est Philoctète qui hérite de son arc, et l'arme devient un enjeu important durant la guerre de Troie car, dans certaines variantes de ce mythe, une prophétie indique que les Achéens doivent être en sa possession s'ils veulent avoir une chance de prendre la ville. C'est notamment le sujet de la tragédie de Sophocle Philoctète. L'arc d'Ulysse, resté à Ithaque en son absence, joue un rôle important dans le dénouement de l'Odyssée lorsqu'il se trouve au centre du concours de tir organisé par Pénélope, épouse du héros, qui feint de vouloir choisir un nouveau mari parmi ses prétendants. Avant l'épreuve, Pénélope pleure et gémit en tenant l'arc de son mari avant de l'apporter hors de la salle du trésor. Ulysse seul, de retour et dissimulé par un déguisement de mendiant, s'avère capable de bander l'arc et de réussir l'épreuve. Il utilise ensuite l'arc pour massacrer les prétendants.
Parmi les grandes divinités de la religion grecque antique, les jumeaux Apollon et Artémis (cette dernière ayant pour équivalente romaine Diane) sont les principales divinités utilisant un arc comme arme. Les Érotes, dieux de l'amour, sont également des dieux archers, en particulier le dieu du désir amoureux, Éros (chez les Romains Cupidon), qui emploie un arc pour décocher les flèches du désir aux personnes qu'il souhaite influencer ainsi qu'Antéros, dieu de l'amour réciproque, qui se distingue par l'usage d'un arc et de flèches de plomb.
Plusieurs divinités et héros de la mythologie hindoue manient l'arc. Dans l'épopée sanskrite du Mahābhārata, le héros Arjuna, l'un des cinq Pandava, se distingue par ses exploits au tir à l'arc et remporte de cette façon son épouse Draupadi dans un concours d'archerie organisée par le père de celle-ci au cours d'un Svayamvara (une cérémonie de choix d'époux). Par la suite, Arjuna manie un grand arc divin, Gāṇḍīva, au cours de la bataille de Kurukshetra. Dans l'autre grande épopée sanskrite de l'Inde ancienne, le Ramayana, le prince Rāma épouse Sītā en remportant sa main au cours d'un concours de tir à l'arc organisé par le roi Janaka, là encore à l'occasion d'un Svayamvara.
Dans le folklore de l'actuel Iran, le héros légendaire Arash l'archer, dont les aventures sont situées au IIe millénaire avant J.-C. et ont été influencées par la mythologie persane, est une figure à la postérité abondante jusqu'à nos jours.
La mythologie d'Arménie connaît le héros légendaire antique Haïk, un géant descendant de Noé.
Dans la mythologie de Chine antique, le héros Houyi est présenté comme un archer remarquable, de même que son apprenti Feng Meng.
La religion yoruba, apparue en Afrique de l'Ouest et ayant influencé les religions du Brésil, connaît un orisha (divinité) appelé Oshossi, qui est habituellement représenté armé d'un arc. Son domaine d'attribution principal est la chasse.

### Légendes médiévales

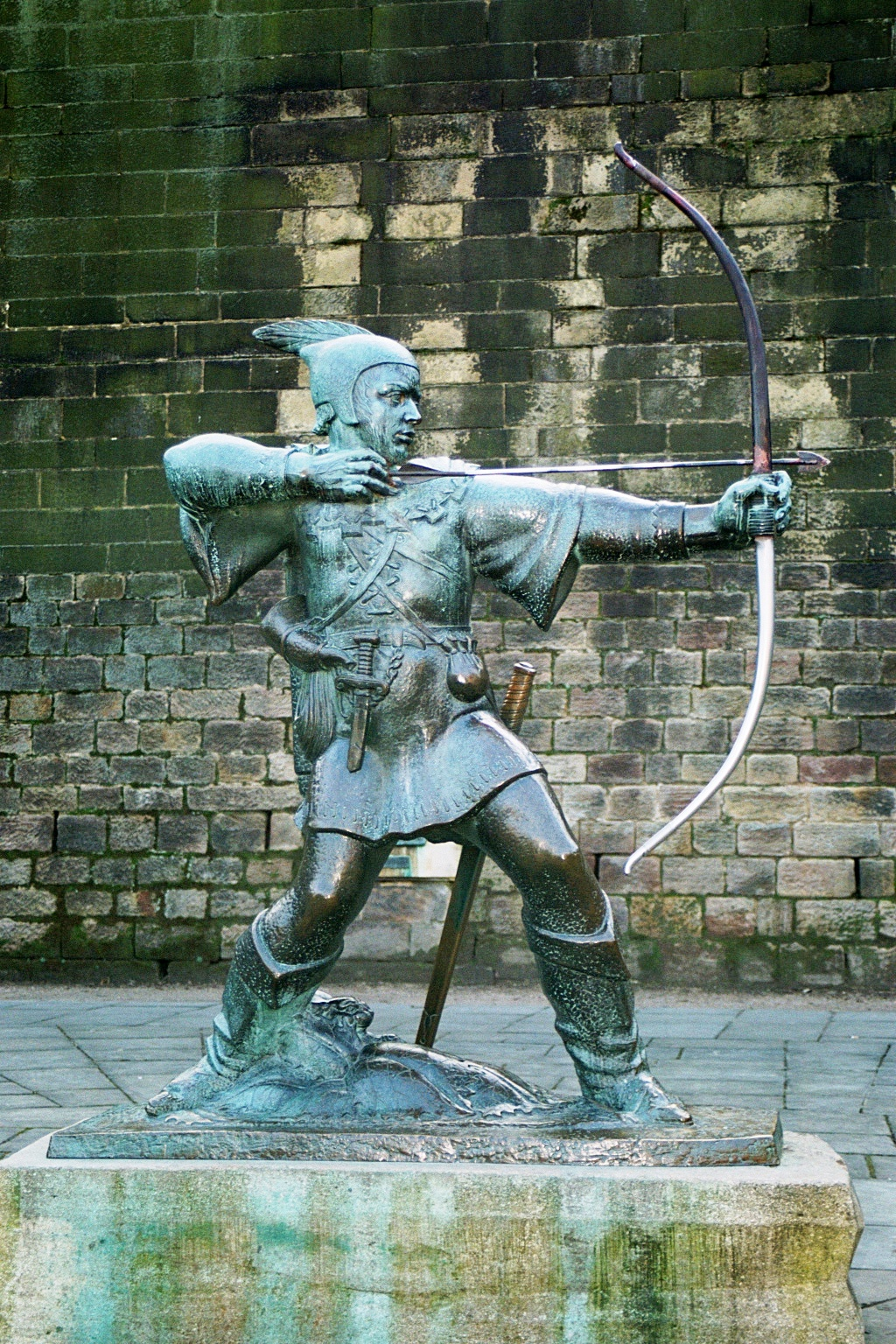
Monument sculpté représentant l'archer légendaire Robin des bois dans la ville anglaise de Nottingham.

Le héros britannique Robin des Bois est l'une des principales figures d'archers du Moyen Âge européen.
L'épopée de Soundiata, épopée orale ouest-africaine constituant une transposition légendaire de la vie du roi Soundiata Keïta qui vécut au XIIIe siècle, montre Soundiata doté d'un grand talent d'archer.
Le thème de l'archer mis à l'épreuve par un ennemi qui l'oblige à tirer sur une cible posée sur la tête de son propre fils est un motif récurrent dans plusieurs légendes médiévales. Il apparaît au XIIe siècle chez l'écrivain danois Saxo Grammaticus, dans le récit d'une querelle entre le héros danois légendaire Palnatoki et le roi Harald Ier, qui contraignit Palnatoki à tirer sur une pomme posée sur la tête de son propre fils. Ce motif se retrouve au XIVe siècle en Suisse dans la légende de Guillaume Tell.

### Littérature
Dans la littérature de fantasy à partir du XXe siècle, plusieurs héros et héroïnes sont des archers. L'univers de la Terre du Milieu, créé par l'écrivain britannique J.R.R. Tolkien, met en scène plusieurs archers célèbres. Dans son roman Le Hobbit, paru en 1937, l'archer Bard se distingue par son exploit à l'aide d'un grand arc en bois d'if. Dans l'autre roman fameux de Tolkien, Le Seigneur des anneaux, paru en 1954-1955, l'elfe Legolas est un excellent archer. L'influence des romans de Tolkien sur le genre de la fantasy entraîne la naissance d'un stéréotype du genre associant le peuple des elfes à l'usage de l'arc.
Dans la série de romans Le Monde de Narnia de C.S. Lewis, autre classique de la fantasy, l'une des héroïnes, Susan Pevensie, se spécialise dans cette arme une fois accoutumée au monde de Narnia.
La trilogie de romans de science-fiction pour la jeunesse Hunger Games, de Suzanne Collins, parue entre 2008 et 2010, met en scène une héroïne archère, Katniss Everdeen.

### Bande dessinée
Plusieurs personnages de bande dessinée importants sont caractérisés par l'usage d'un arc.
Dans la bande dessinée franco-belge, la série de fantasy Thorgal, créée par Jean Van Hamme au scénario et Grzegorz Rosinski au dessin en 1977, met en scène un Viking nommé Thorgal Aegirsson qui est un archer exceptionnel. Le neuvième album, Les Archers, paru en 1985, met en scène un tournoi de tir à l'arc et introduit le personnage récurrent de Kriss de Valnor, qui est elle aussi une archère exceptionnelle. C'est aussi à partir de cet album que Thorgal est doté d'un arc inhabituel à son époque et dans sa région du monde : un arc à double courbure, technologie présenté dans la bande dessinée comme venue d'Orient.
Les comics américains mettent aussi en scène plusieurs personnages d'archers. Green Arrow (« Flèche verte ») est un archer créé par Mort Weisinger et George Papp en 1941 pour le compte de l'éditeur DC Comics. Il est parfois rejoint par un personnage secondaire féminin, Arrowette, créé Lee Elias en 1960. Le personnage de Clint Barton, surnommé Œil-de-Faucon, créé par le scénariste Stan Lee et le dessinateur Don Heck dans le numéro 57 du comic book Tales of Suspense en septembre 1964, est un super-héros maniant principalement un arc.

### Cinéma
De nombreux films inspirés d'époques anciennes où l'arc était une arme répandue mettent en scène des arcs et des archers doués parmi leurs principaux personnages.
Le film d'animation Princesse Mononoké, du réalisateur japonais Hayao Miyazaki, sorti en 1997, s'inspire du Japon médiéval et met en scène un guerrier, Ashitaka, doté d'un talent peu commun pour le tir à l'arc.
Le film d'animation Rebelle, réalisé par Mark Andrews et Brenda Chapman en 2012 pour les studios Pixar, met en scène une princesse archère, Mérida, dans un univers inspiré de l'Écosse médiévale. Sa mère ayant organisé un tournoi dont le vainqueur devait épouser sa fille, Mérida se présente et remporte sa propre main en faisant mieux que tous les concurrents. Elle doit alors lutter pour réformer la coutume afin de garder sa liberté.
Le péplum Les Immortels de Tarsem Singh (2012), qui développe une histoire originale librement inspirée de plusieurs mythes grecs, imagine une arme légendaire d'une puissance redoutable, l'arc d'Épire, capable de briser la prison où les dieux de l'Olympe ont retenu les Titans.

### Séries télévisées
Les aventures de Green Arrow, super-héros armé d'un arc apparu dans les comics, ont été adaptées en une série télévisée, Arrow, à partir de 2012.

### Jeux vidéo
- The Legend of Zelda, utilisé par Link et par Zelda dans certains jeux.
- Les squelettes utilisent des arcs dans Minecraft, et le joueur peut également en faire usage
- Warcraft III et son extension, utilisé en particulier par les unités elfiques telles que les Archers elfes de la nuit et les Rangers haut-elfes. À noter une utilisation récurrente de l'arc notamment chez les chefs de faction Tyrande Murmevent et Sylvanas Coursevent.
- Dans le jeu vidéo Mini Ninjas, Shun se sert d'un arc comme arme.
- L'arc est l'une des armes régulièrement utilisées par Lara Croft dans les jeux Tomb Raider.

## Iconographie
- Dans l'iconographie hindouiste, les représentations du Ramayana font de l'arc l'attribut de Rama, avatar de Vishnou.
- Dans l'iconographie gréco-romaine, c'est l'attribut d'Artémis ou de Diane et de son jumeau Apollon. C'est aussi celui de Cupidon et d'Orion.
- Dans les représentations de la guerre de Troie c'est l'attribut de Pâris, qui tua Achille d'une flèche au talon.